# 1637년
1637년은 목요일로 시작하는 평년이다.

## 연호
- 명(明) 숭정(崇禎) 10년
- 청(淸) 숭덕(崇德) 2년
- 일본(日本) 간에이(寛永) 14년
- 후 레 왕조(後黎朝) 즈엉호아(陽和) 3년

## 기년
- 류큐(琉球) 쇼호왕(尚豊王) 17년
- 명(明) 의종 숭정제(毅宗 崇禎帝) 10년
- 청(淸) 태종 숭덕제(太宗 崇德帝) 11년
- 조선(朝鮮) 인조(仁祖) 15년
- 후 레 왕조(後黎朝) 신종(神宗) 19년

## 사건
- 2월 24일 - 인조가 삼전도에서 숭덕제에게 무릎을 꿇고 굴욕적인 항복을 하였으며 조선은 큰 위기를 맞게 된다(정축하성).
- 6월 27일, 영국의 거상 윌리엄 커틴이 보낸, 해적에 가까운 존 원델 대령이 이끄는 4척의 중무장한 배들이 마카오에 당도하여 영국과 중국 간의 무역 관계 개설을 시도하였으나, 포르투갈 당국에 의해 거절당하였다. 이것은 영국과 중국 간의 최초의 직접적인 접촉으로 평가된다.
- 12월 11일(음력 10월 25일)-일본에서 시마바라 봉기가 일어남.
- 조선의 소현세자 부부, 봉림대군 부부, 그리고 주전파 대신들이 볼모로 청나라 수도 심양(선양)으로 가서 심양관에 억류되었다. 소현세자는 그 뒤, 1645년에 귀국하였다.

## 문화
- 피에르 드 페르마, 페르마의 마지막 정리

## 탄생
- 3월 6일 - 조선의 문신, 소설가 김만중. (~1692년)
- 3월 12일 - 요크 공작, 앨버니 공작이었던 제임스의 첫 번째 부인 앤 하이드. (~1671년)
- 6월 11일 - 이와누마 번의 초대 번주 다무라 무네요시. (~1678년)